# Castell de Pavia
El Castell de Pavia és un edifici del poble de Pavia, al municipi de Talavera (Segarra) declarat bé cultural d'interès nacional.

## Descripció
Les seves restes se situen dalt d'un turó, fora del nucli urbà de Pavia.

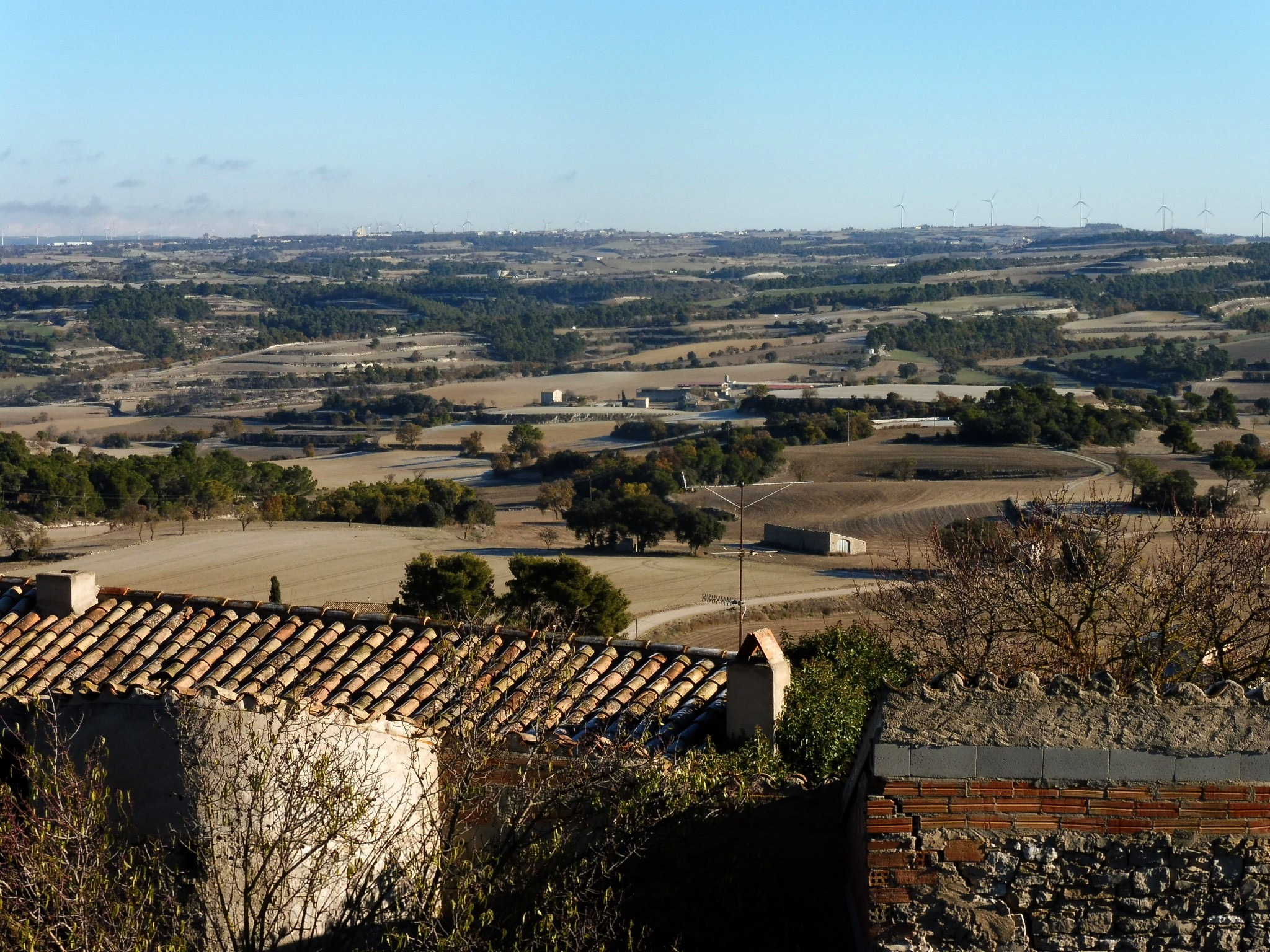
Vistes des del castell

 Aquest lloc en qüestió està envaït pels matolls de bosc i ocupat actualment per un dipòsit d'aigua. Es fa quasi impossible poder localitzar les restes del murs que possiblement foren emprats com a fortificació d'una fortalesa. Si més no, el que queda són restes són trams d'estructures de murs, que fan actualment la funció de talús del terreny. Gairebé no queda cap resta.

## Història
El nucli està situat a uns 3 km al nord de Talavera. El nucli fou conquerit cap a mitjan segle xi però del castell les notícies documentals que ens han arribat d'època medieval són molt escasses i totes tardanes. Consta que el 1243, en el testament atorgat per Serè de Montpalau, aquest personatge destinava al castell de Pavia per hipoteca dels diners que encara acreditava del dot de la seva filla Gueraula. Posteriorment a aquesta data, la documentació referent al castell de Pavia eixa entreveure que n'eren senyors els Aguiló, com també del de Talavera, fins a mitjan segle xiv, que passà per parentiu als So. Des del segle xviii, per parentiu, passà als marquesos de Rubí fins a l'extinció dels senyorius al segle xix.